# غرفة تحكم رئيسية

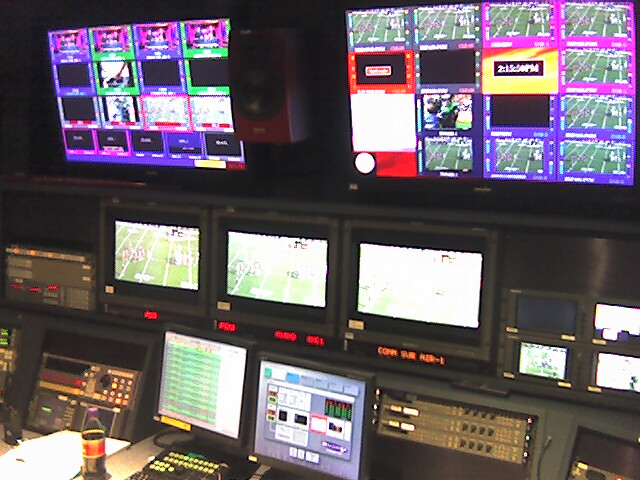
غرفة تحكم رئيسي للبث

غرفة تحكم رئيسة- (بالإنجليزية: Master Control Room)‏ هي غرفة التحكم الرئيسي بالبث التلفزيوني في أي محطة تلفزيون. وهي تختلف عن غرفة التحكم في الانتاج في أستديوهات التلفزيون حيث يتم تنسيق الأنشطة مثل التبديل من كاميرا إلى أخري. والتحكم الرئيس داخل الغرفة هو بمثابة النقطة النهائية قبل إرسال الإشارة عبر الهواء إلى التلفزيون الأرضي أو البث عبر الكابلأو مزود الأقمار الصناعية للبث أو إرسالها إلى مشغل التلفزيون عبر الكابل.
وغرفة التحكم الرئيسة مصطلح ليس قاصرًا على المجال الإعلامي والبث التلفزيوني والإذاعي فحسب، فهناك مجالات متعددة تستخدم هذا المصطلح، فهناك مثلاً غرفة التحكم في المصانع ومحطات الطاقة، وهناك غرف التحكم المستخدمة في الحروب، وهناك أيضًا غرف التحكم في محطات الفضاء. ويمكن تعريف غرف التحم بناء على ذلك، بأنها بيئات عمل بالغة الأهمية وغالبًا ما تكون قيد الاستخدام على مدار الساعة طوال أيام الأسبوع. وبشكل عام يمكن القول: أن مصطلح غرفة التحكم الرئيسة قد تم استخدامه في عشرينيات القرن العشرين داخل المصانع؛ بهدف أساسي وهو الإشراف على الإنتاج من مكتب مركزي. وقد سمح ذلك للمصنعين بتعزيز الاتصال بين الوحدات، ونحسين تنسيق العمليات الإجمالية، والأستجابات الأكثر فاعلية لحالات الطوارئ. كما كانت غرفة التحكم ذات أهمية كبيرة لتطوير البعثات الفضائية. ففي عام 1965مكان مركز التحكم في البعثات التابع لوكالة ناسا أحد أكثر غرف التحكم تطورً في ذلك الوقت، ويرجع ذلك إلى تعامله مع كمية كبيرة من البيانات، وكانت تحتوي هذه الغرفة على أكبر مجموعة من أجهزة التلفزيون.
وقد تطورت غرف التحكم الرئيسة منذ نشأتها في المجال التصنيعي، وأمتدادها للعديد من المجالات الأخرى، حتى باتت اليوم تقوم في جانب كبير منها على الأجهزة التكنولوجية، وأصبح من المكونات الرئيسة لغرفة التحكم كل من: خادم الفيديو، الأتمتة، التخزين عبر الأنترنت..إلخ
وتتضمن غرفة التحكم الرئيسة في التلفزيون مجموعة من شاشات الفيديو وأجهزة أستقبال الأقمار الصناعية وأجهزة تسجيل الفيديو وخوادم الفيديو ومعدات الإرسال وهناك أيضًا معدات أتمتة البث الحاسوبي لتسجيل وتشغيل برامج التلفزيون. وعادة ما يكون لدى غرفة التحكم الرئيسة موظف أو موظفان يعملان على مدار الساعة لضمان التشغيل المستمر. ويكون مشغلو وحدة التحكم الرئيسة داخل الغرفة مسؤولين عن مراقبة جودة ودقة المنتج المذاع على الهواء، والتأكد أن البث يتوافق مع اللوائح الحكومية، واستكشاف أعطال المعدات وإصلاحها، وإعداد البرامج للبث.

## المعرض

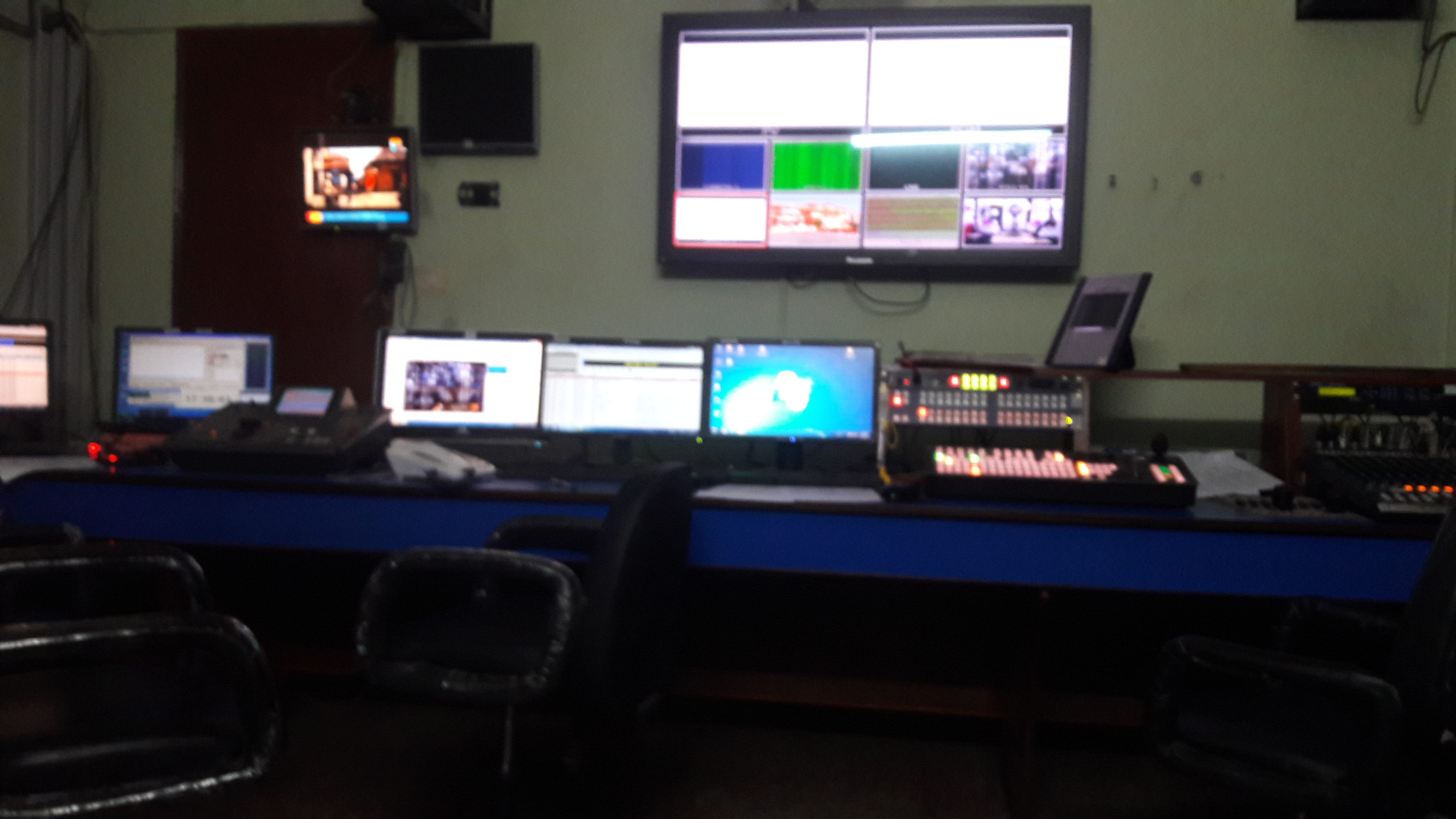
غرفة تحكم رئيسة
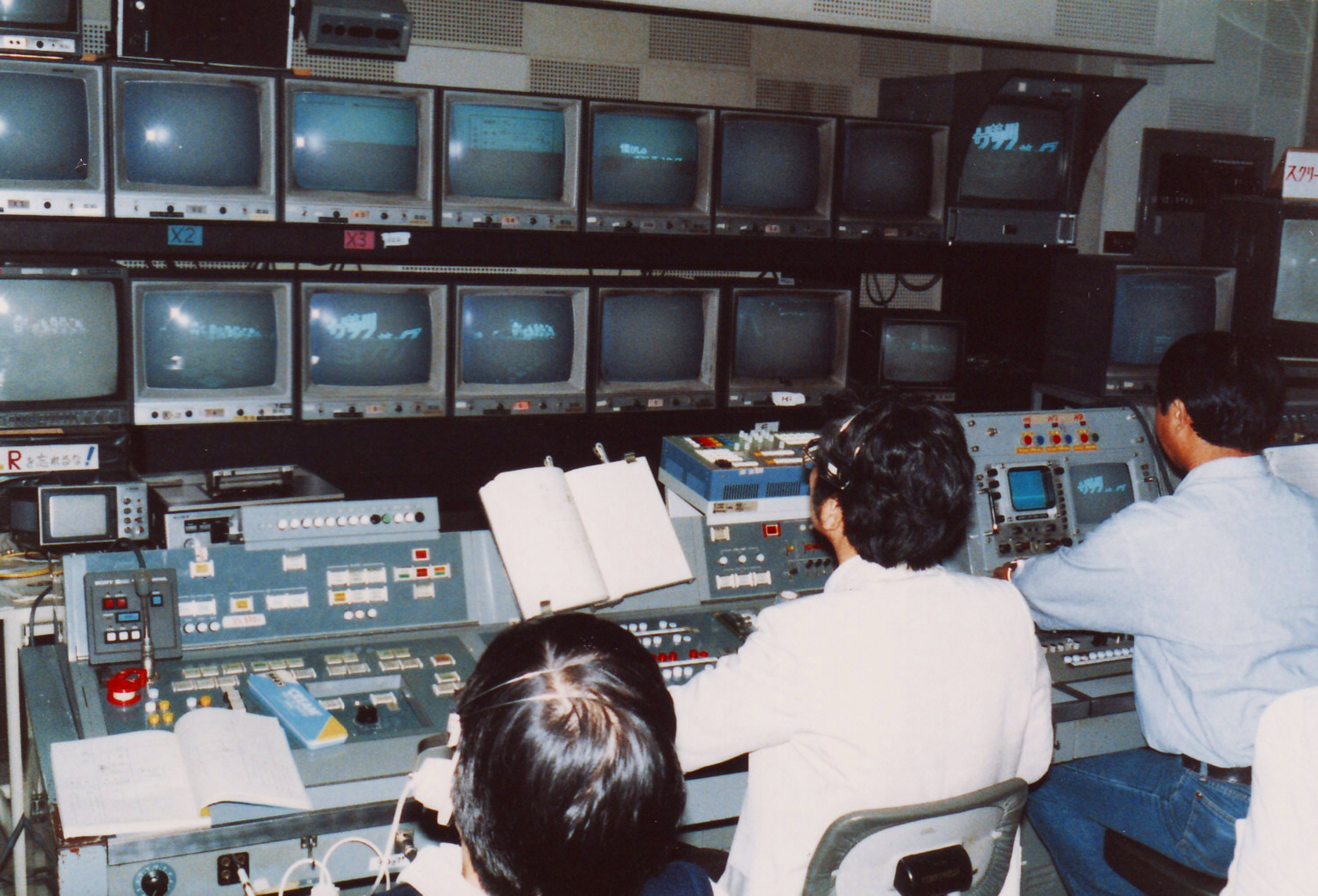
غرفة تحكم رئيسة في أحد الاستديوهات بطوكيو
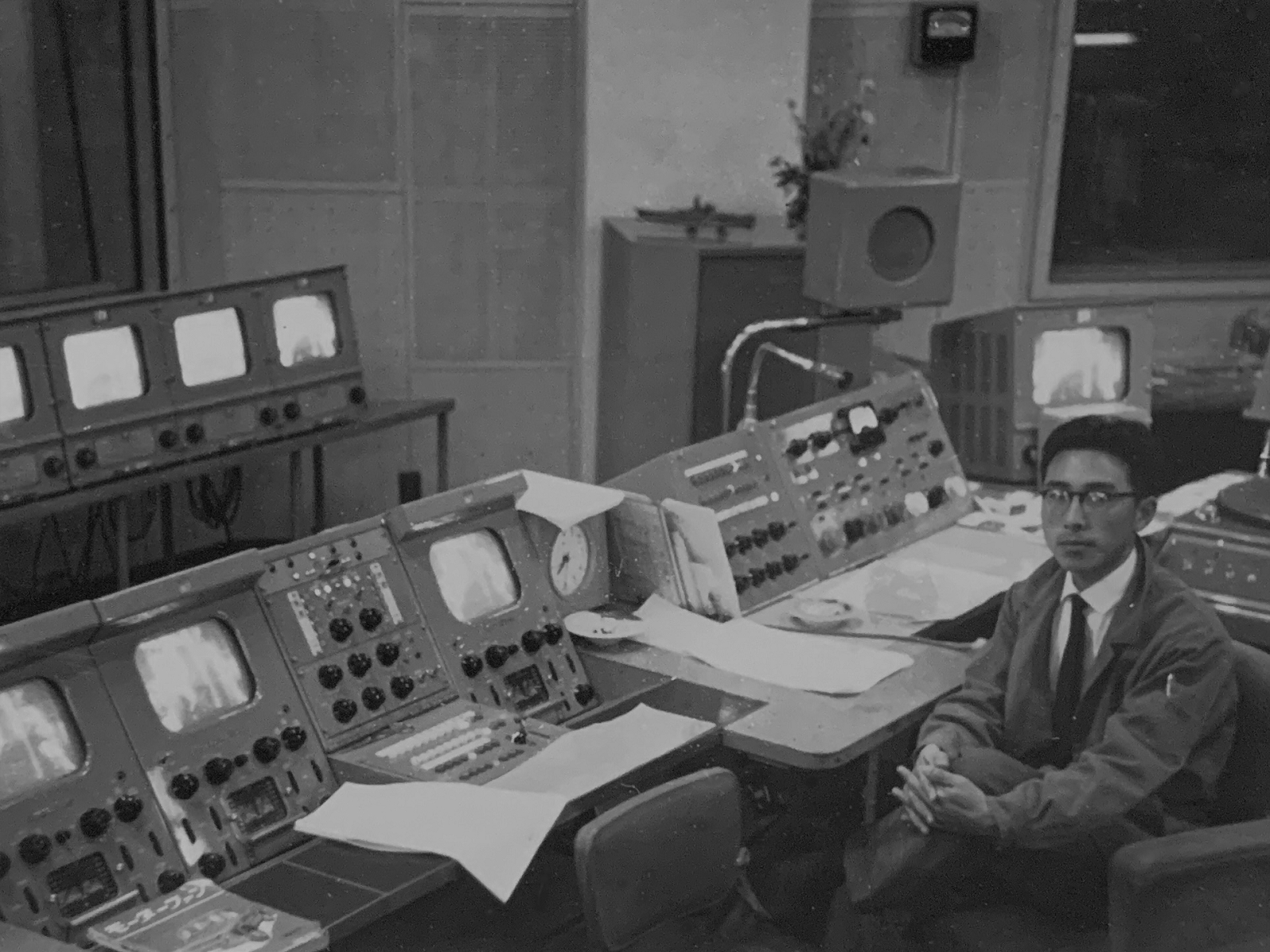
غرفة تحكم رئيسة تعود لعام 1961م
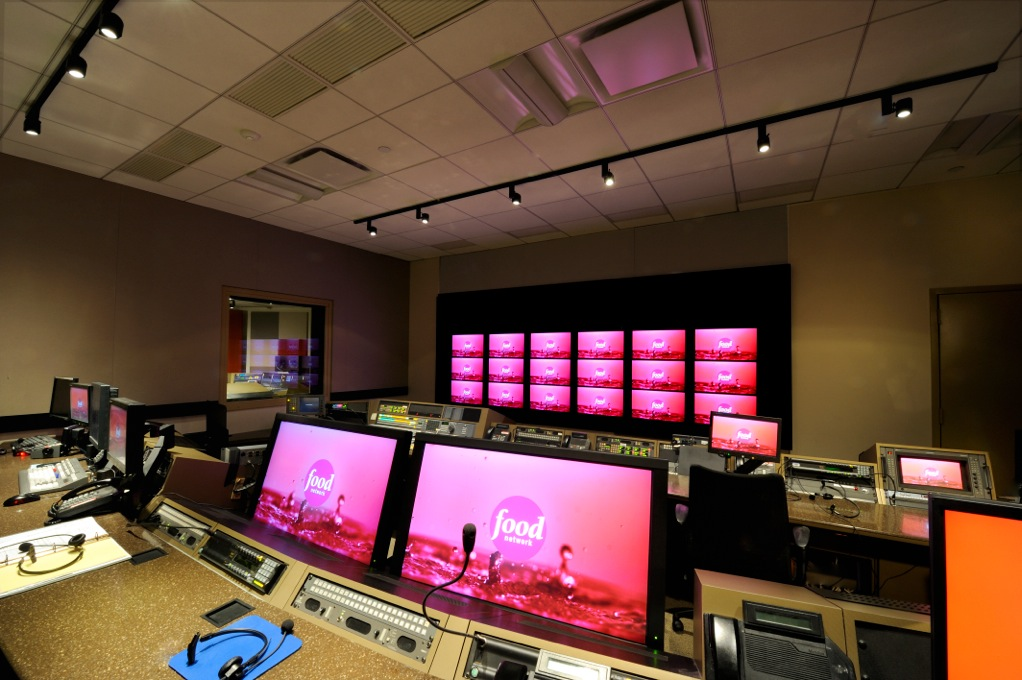
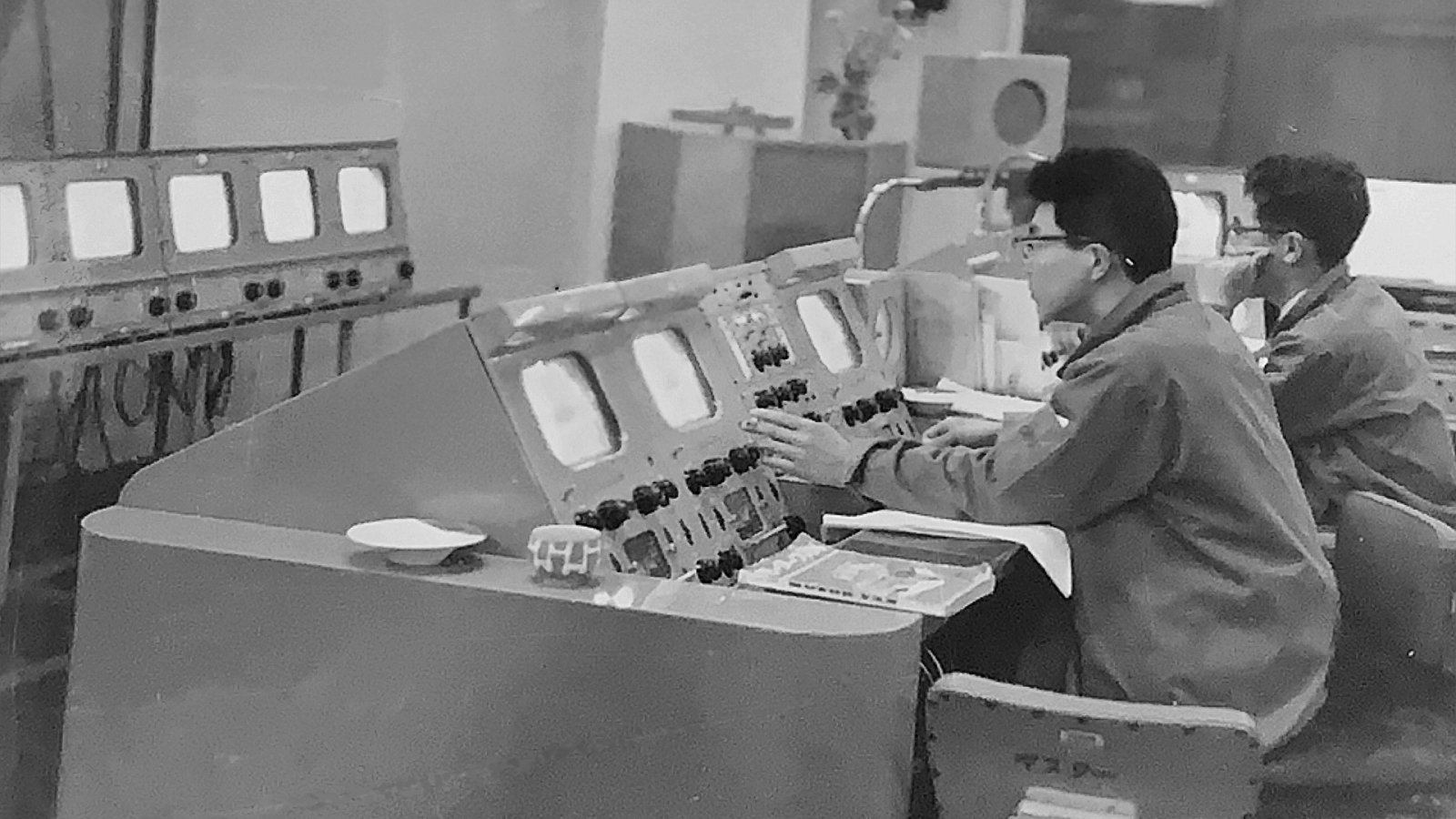
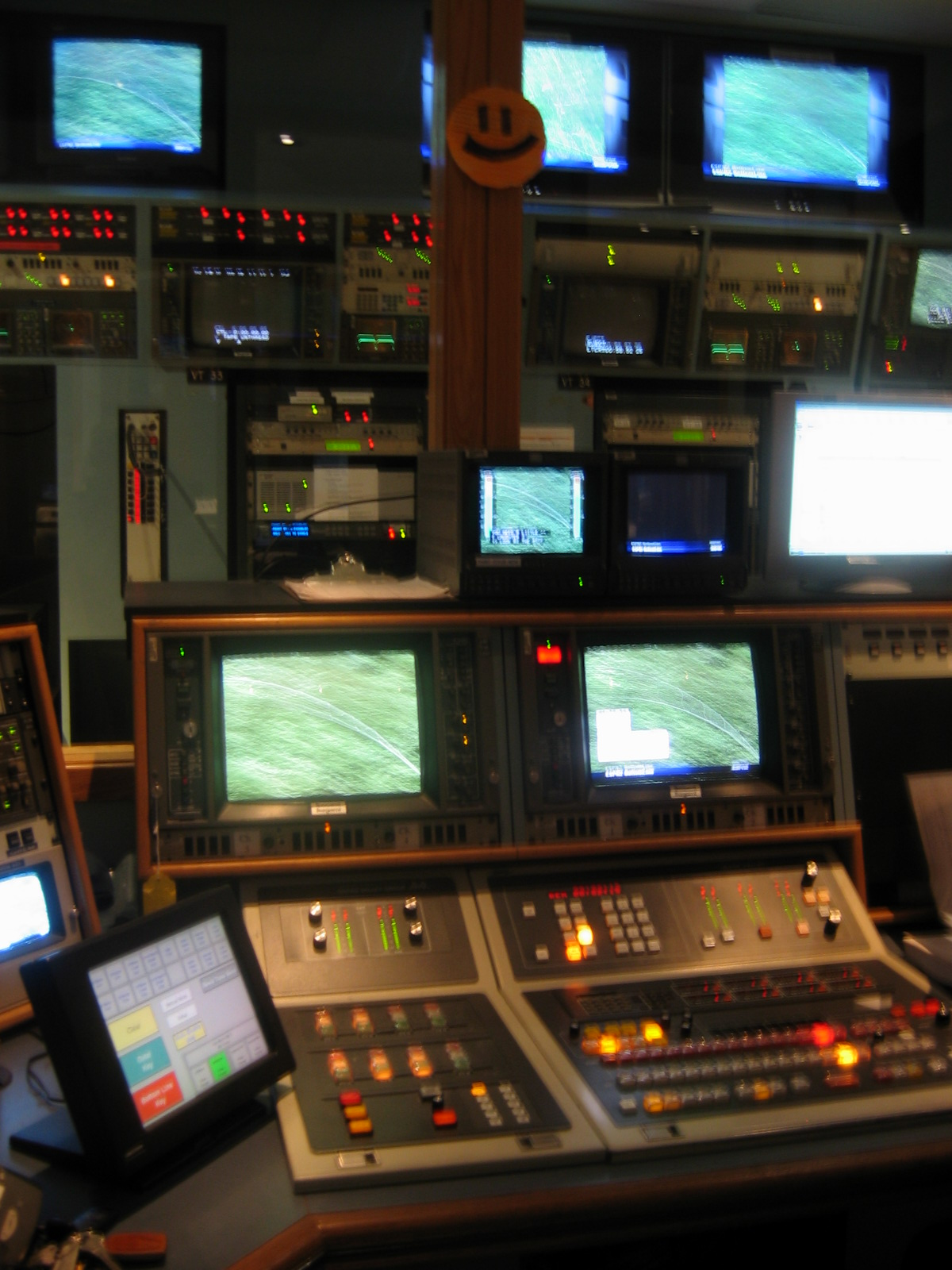
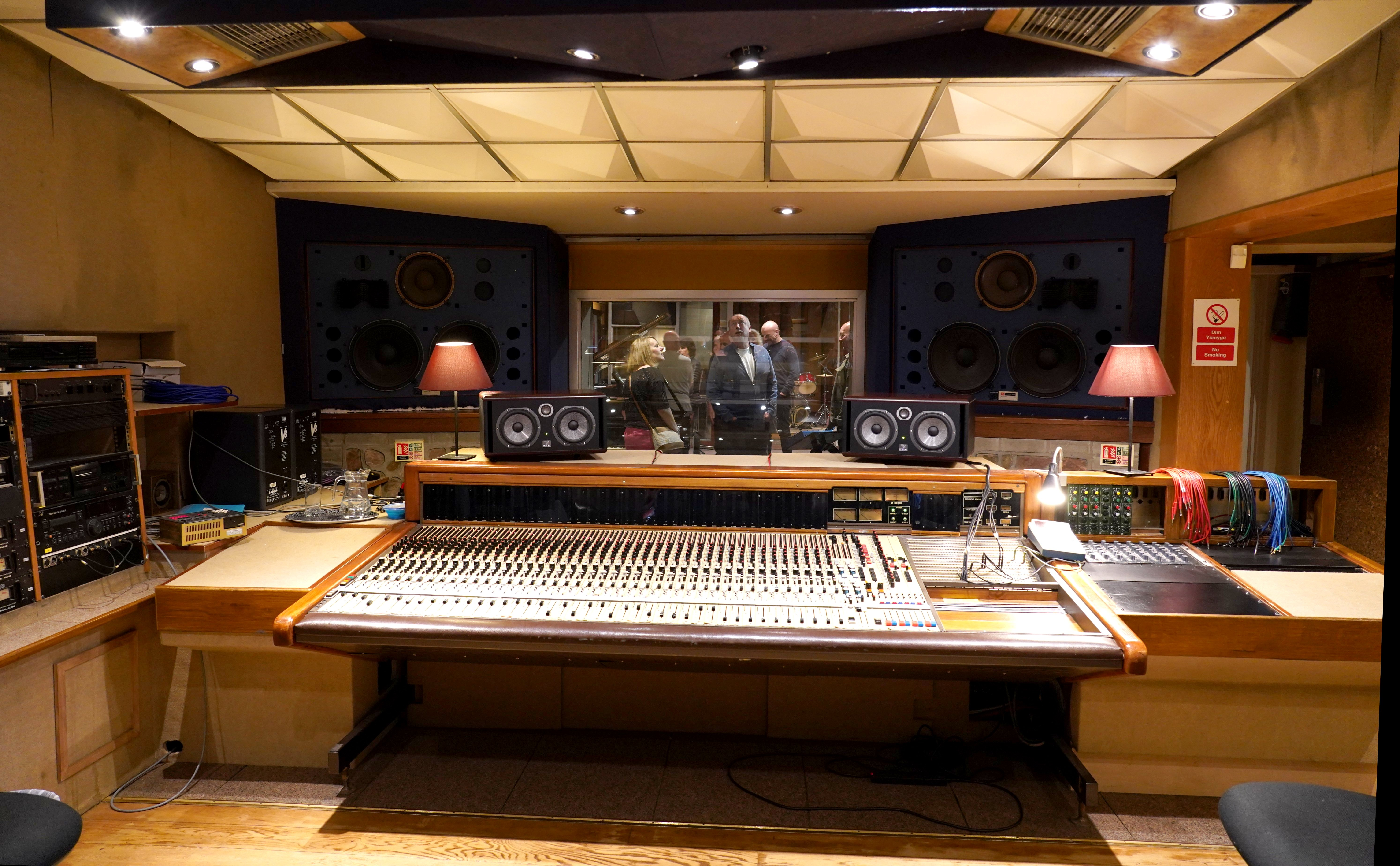
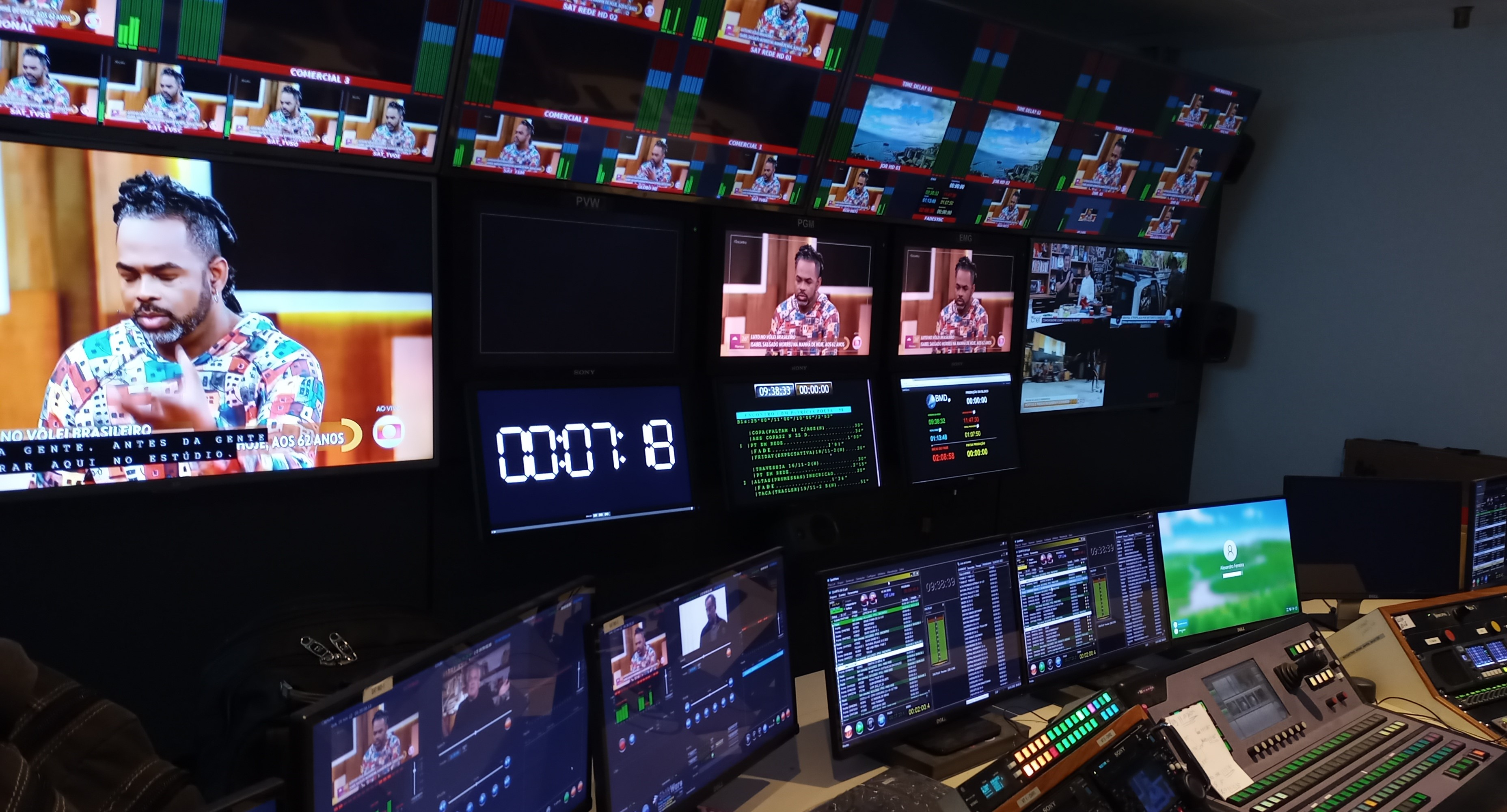
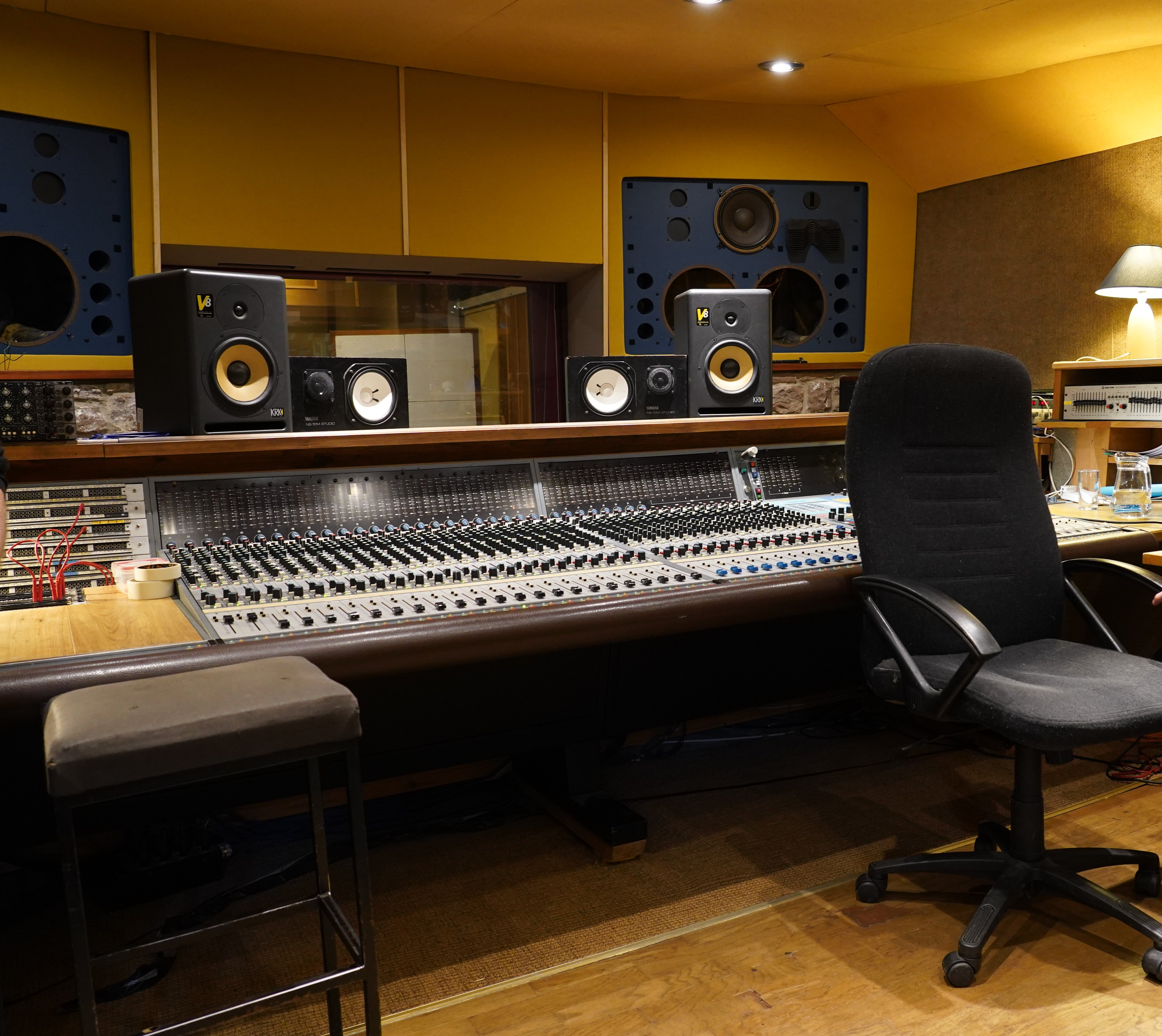
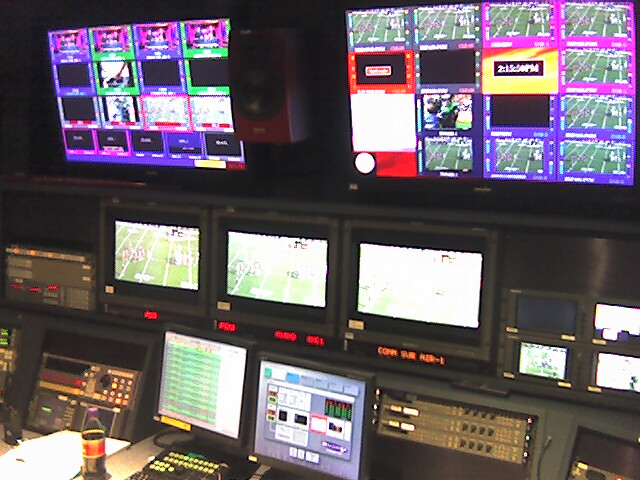
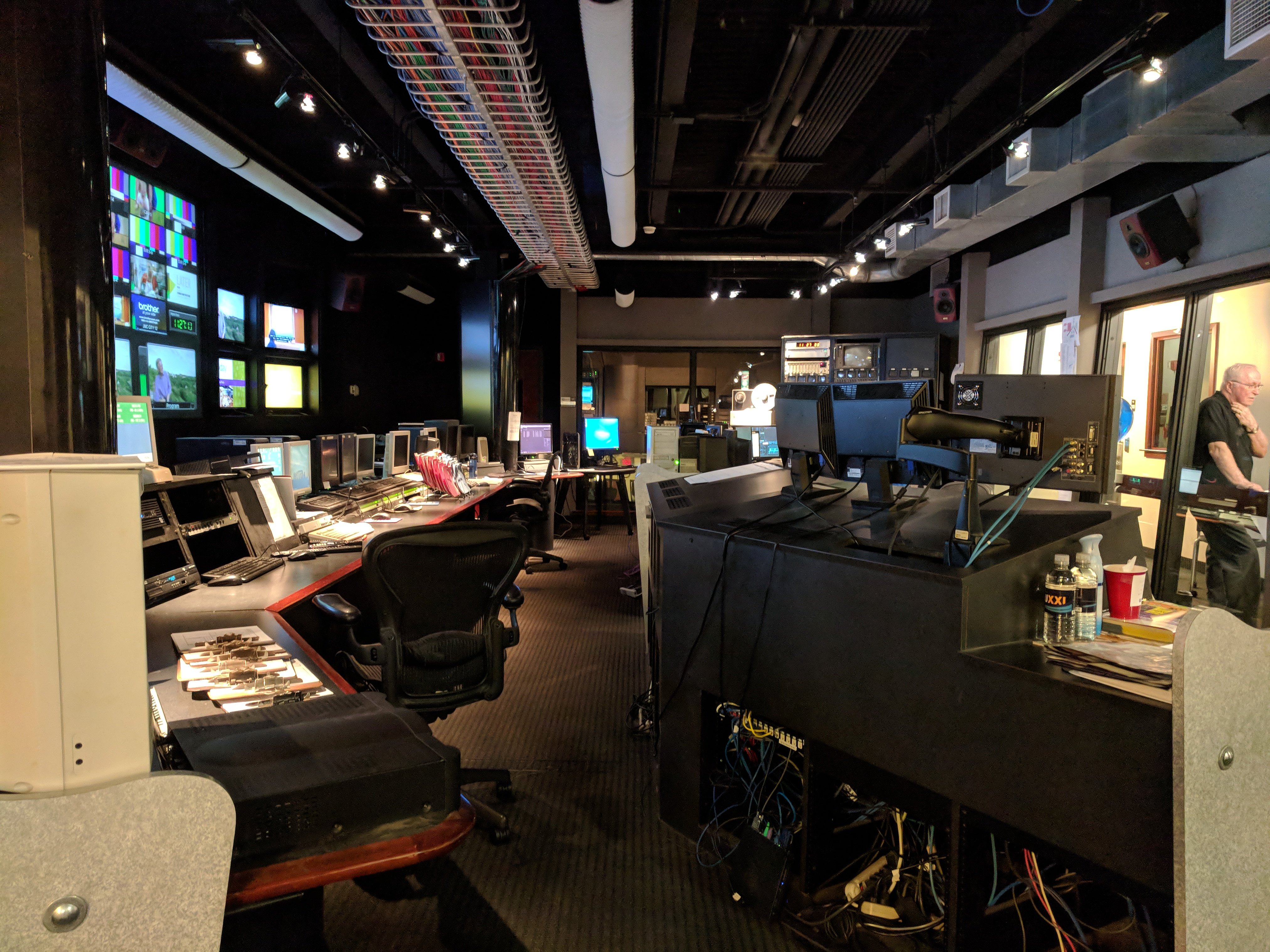